# 2nd Wind
2nd Wind è un album in studio del cantautore e musicista statunitense Todd Rundgren, pubblicato nel 1991.

## Tracce
1. Change Myself – 5:21
2. Love Science – 5:23
3. Who's Sorry Now? – 6:15
4. The Smell of Money – 4:06
5. If I Have to Be Alone – 3:51
6. Love in Disguise – 4:02
7. Kindness – 5:31
8. Public Servant – 5:38
9. Gaya's Eyes – 6:13
10. Second Wind – 7:32